# Бьенэме, Луиджи
Луиджи Бьенэме (итал. Luigi Bienaimé, 1795—1878) — итальянский скульптор-неоклассицист, член Академии Святого Луки.

## Биография
Родился 2 марта 1795 года в Карраре, сын Франческо Джузеппе Бьенэме и Марии Катерины Този, его дед в 1749 году переехал в Италию из Фландрии.
Образование получил в Каррарской академии художеств. 2 марта 1818 года ему была назначена стипендия на поездку в Рим, куда он уехал вместе со своим старшим братом Пьетро Антонио (1781—1857). Был принят в мастерскую Бертеля Торвальдсена, где в основном занимался копированием его работ. С 1827 года он заведовал всей бухгалтерией Торвальдсена — сохранившиеся документы Бьенэме позволяют с достаточной точностью и полнотой атрибутировать все работы прославленного датского скульптора.
В своих самостоятельных скульптурных работах Бьенэме, вслед за своим учителем, тяготел к неоклассицизму. Его собственный стиль характеризуется усилением сентиментальной тональности.
Он много работал по заказам императора Николая I, ряд его значительных работ имеется в российских музеях, в частности в Эрмитаже. Собрание гипсовых слепков Бьенэме находится в Карраре, много работ есть в римских музеях, а также и в других ведущих музеях мира.
После смерти Торвальдсена Бьенэме 17 мая 1844 года был избран членом Академии Святого Луки.
Скончался 17 апреля 1878 года в Риме. Похоронен на кладбище Кампо Верано. На могиле установлена скульптура «Ангел-хранитель» работы самого Бьенэме; у подножия скульптуры находился барельеф с его портретом, утраченный в результате акта вандализма.

## Работы Бьенэме в Эрмитаже

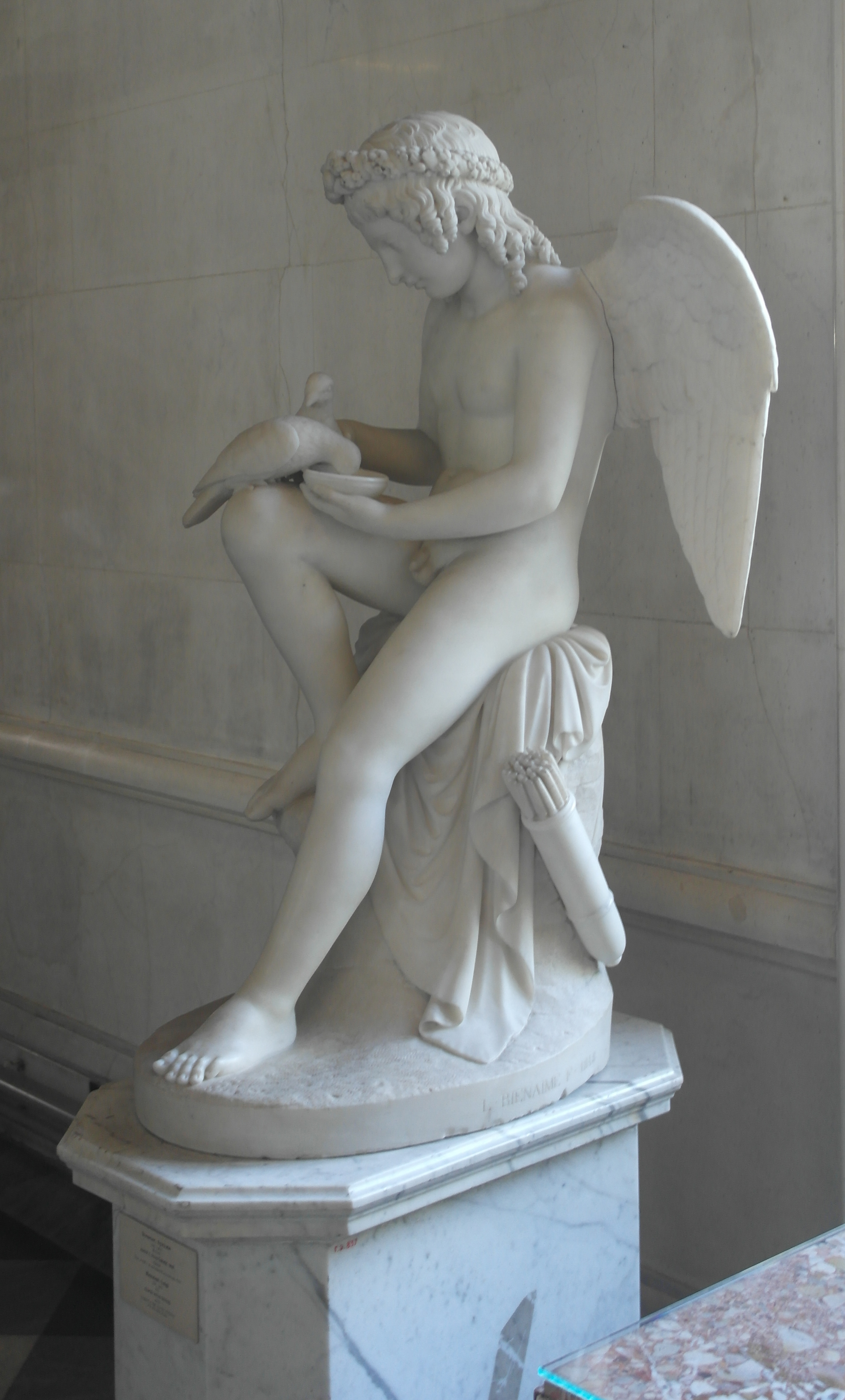
Амур, кормящий голубей
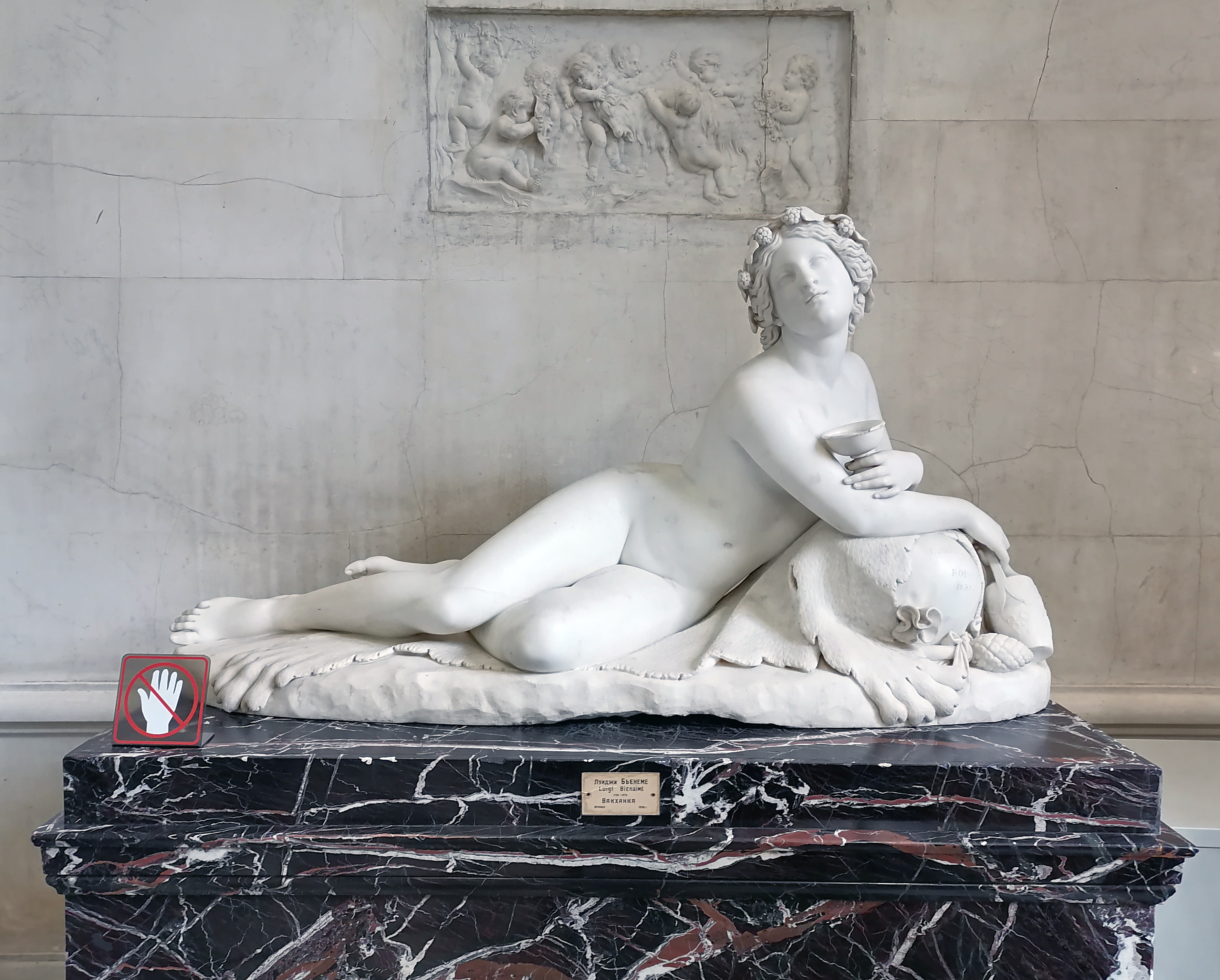
Лежащая вакханка
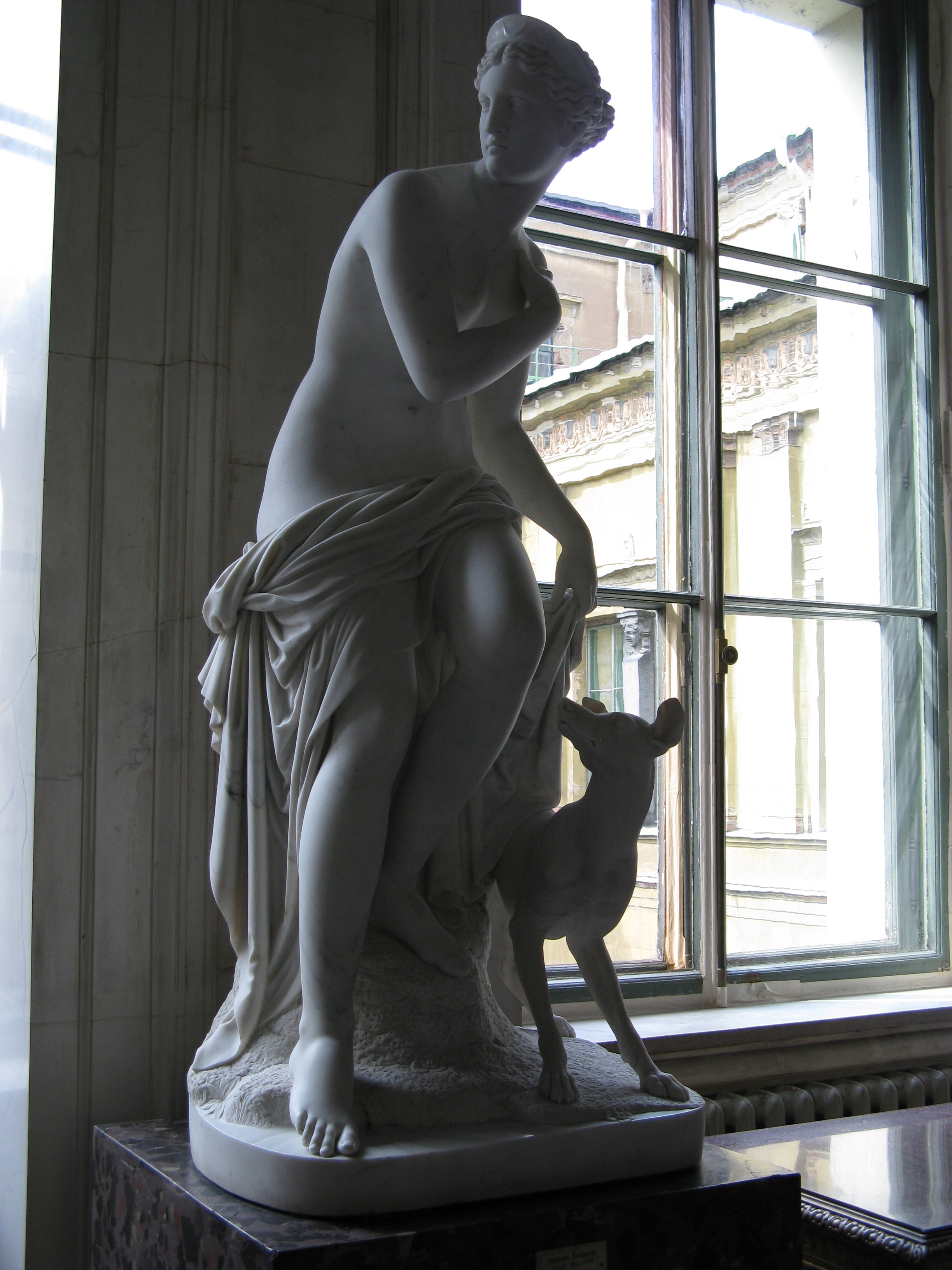
Диана с собакой
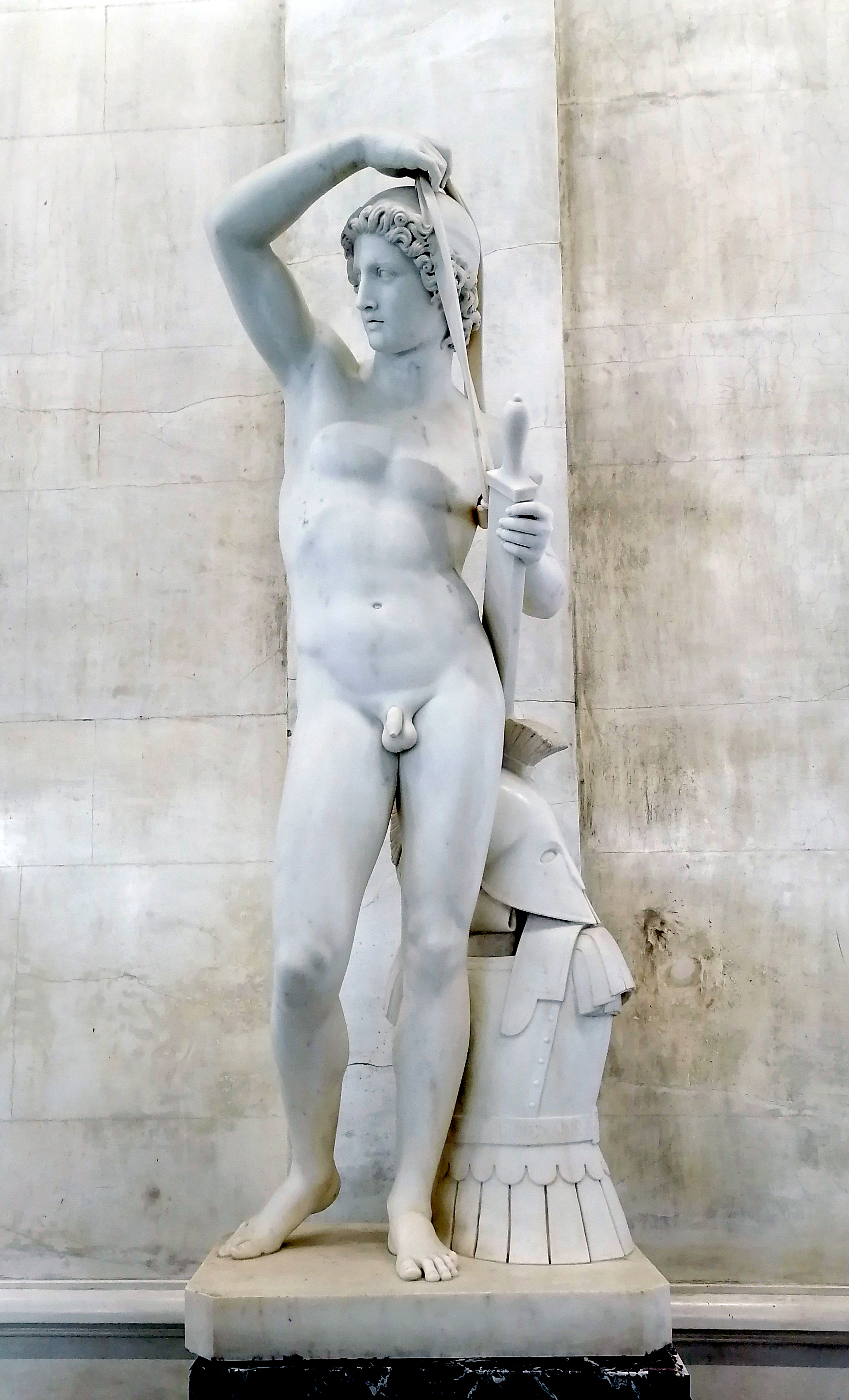
Телемах
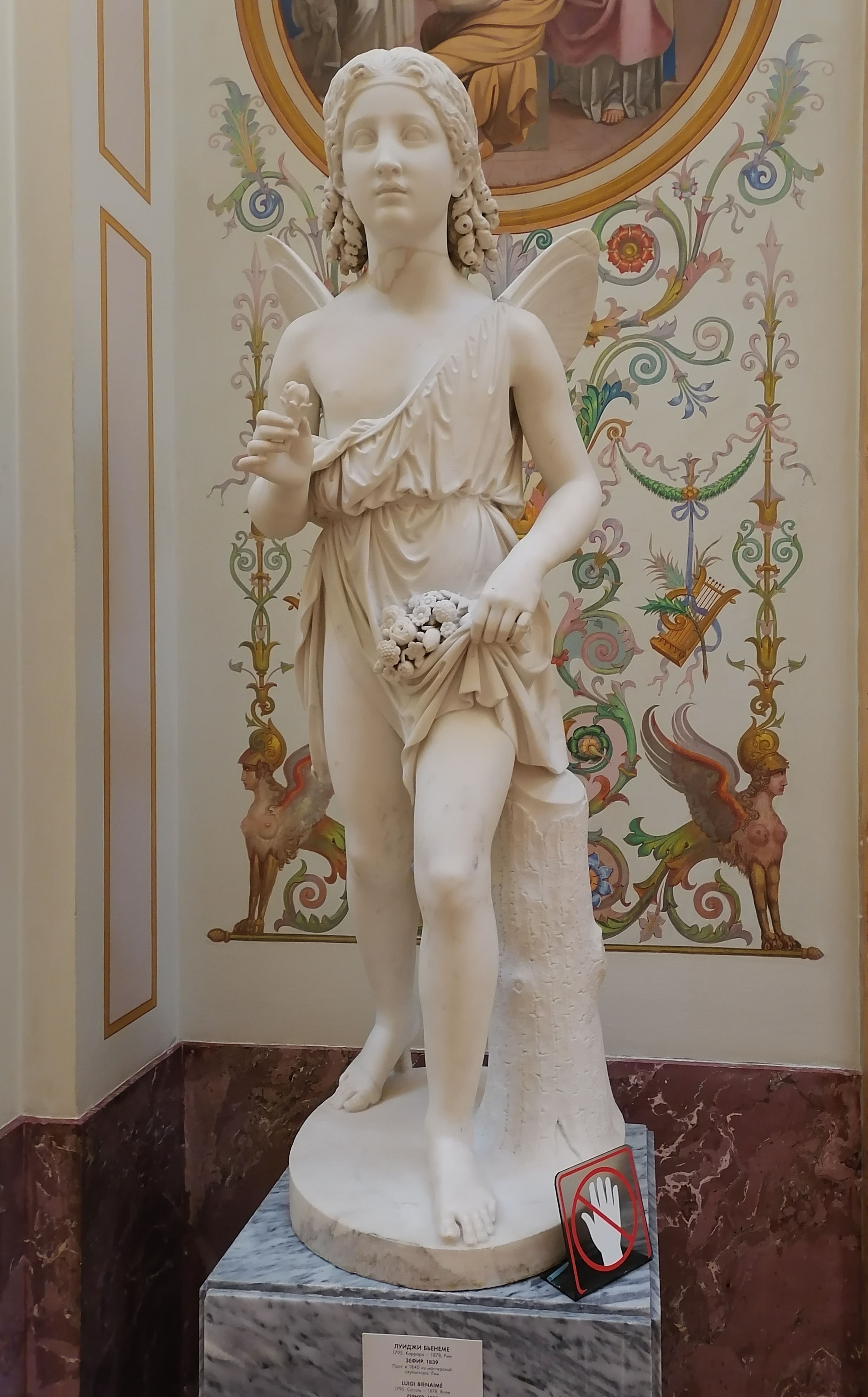
Зефир
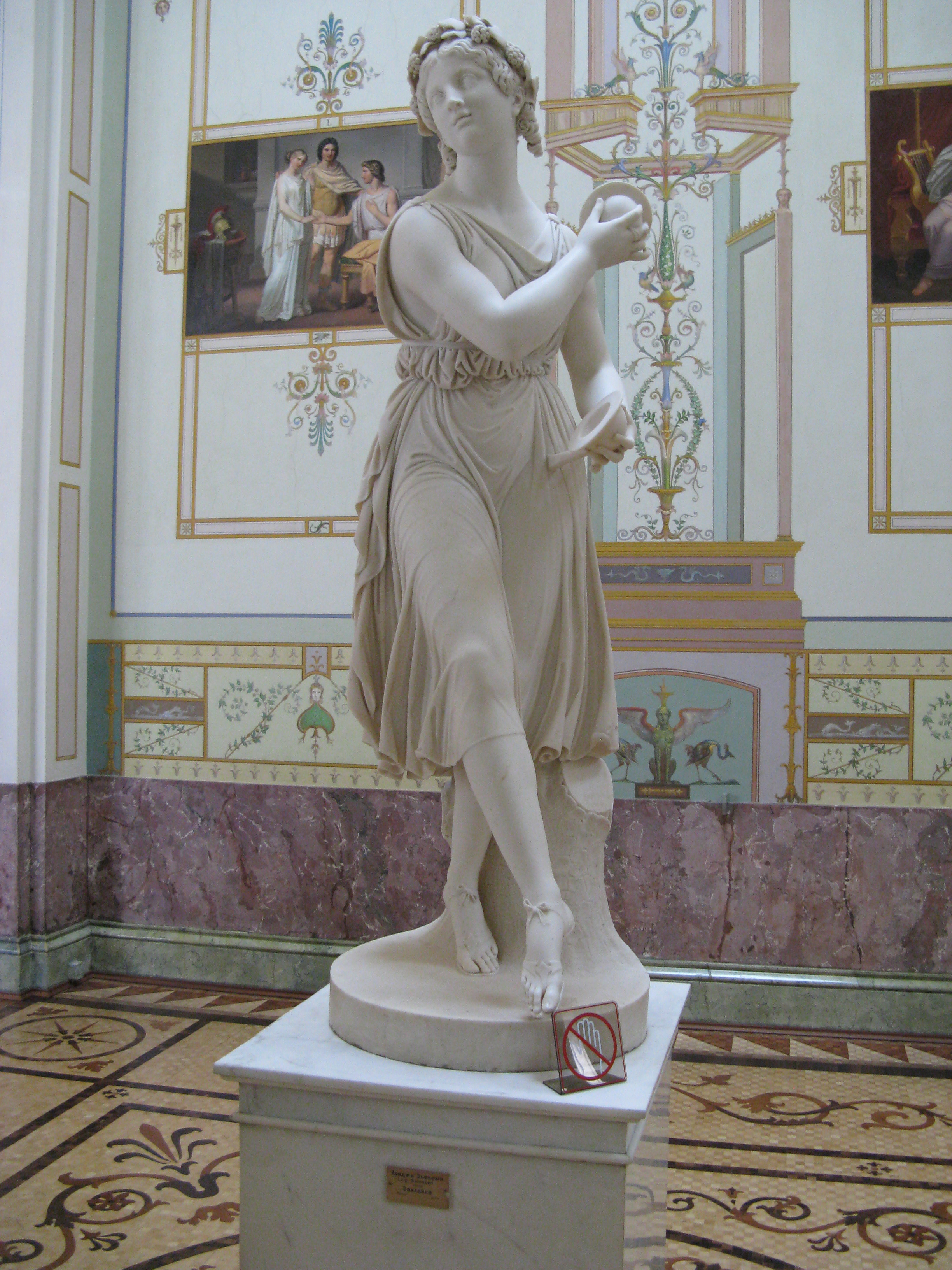
Танцующая вакханка